# لشکرکشی‌های آزوف (۱۶۹۵–۱۶۹۶)
لشکرکشی‌های آزوف (به روسی: Азо́вские похо́ды) دو لشکرکشی نظامی روسیه تزاری در طول جنگ روسیه و عثمانی (۱۶۸۶–۱۷۰۰) به رهبری پتر یکم بود که با هدف تسخیر قلعه ترکی آزوف، کنترل دهانه جنوبی رودخانه دن، دسترسی به دریای آزوف و گسترش حوضه نفوذ روسیه به دریای سیاه انجام شد.
علیرغم مقاومت سرسختانه و تلفات سنگین، روس‌ها به فرماندهی ژنرال شرمتف پس از یک‌بار محاصره ناموفق در سال ۱۶۹۵، موفق شدند قلعه را با همراهی نیروی دریایی در ژوئیه ۱۶۹۶ به تصرف خود درآورند که نخستین پیروزی بزرگ روسیه در برابر امپراتوری عثمانی را رقم زد.

## پیش‌زمینه
در آغاز سلطنت تزار پتر یکم، روسیه اگرچه کشوری نیرومند بود، اما هیچ‌گونه دسترسی به آب‌های آزاد نداشت. این کشور از نظر سیاسی و اقتصادی نیاز شدیدی به دریای آزاد داشت. بندرهای موجود در غرب روسیه، در شمال و کنار دریای سفید بود که در طول زمستان به علت یخ‌بندان قابل استفاده نبود. در جنوب نیز بندر بزرگ آزوف در دریای سیاه، در اختیار تاتار‌های کریمه و امپراتوری عثمانی بود. گشودن راه خروجی از این بن‌بست دریایی، به هدف اصلی سیاست خارجی پتر تبدیل شد. یک دهه پیش از این لشکرکشی‌ها و در سال‌های پایانی حکومت سوفیا آلکسیونا نیز، دومین جنگ میان دولت روسیه و عثمانی پس از ورود این کشور به اتحاد مقدس (۱۶۸۴) آغاز شده بود؛ اما دو لشکرکشی نخست روسیه در آن جنگ تماماً به ضررش تمام شده بودند. لشکرکشی‌های آزوف، دو لشکرکشی دیگر روسیه تزاری به عنوان بخشی از جنگ اصلی روسیه و عثمانی و اتحادیه مقدس، با رهبری پتر یکم بود که با هدف تسخیر قلعه ترکی آزوف، کنترل دهانه جنوبی رودخانه دن، دسترسی به دریای آزوف و گسترش حوضه نفوذ روسیه به دریای سیاه انجام شد.

## نخستین لشکرکشی
نخستین لشکرکشی آزوف در بهار سال ۱۶۹۵ آغاز شد. تزار پتر یکم به ارتش خود که بالغ بر ۳۱ هزار مرد جنگی و مجهز به ۱۷۰ تفنگ بود، دستور داد تا به سمت آزوف پیشروی کنند. ارتش شامل هنگ‌های ترک و کازاک‌های دن بود و به سه واحد تحت فرماندهی فرانتس لفور، پاتریک گوردون و آوتونوم گولوین تقسیم شد. تدارکات از وورونژ به دن ارسال شد. در سال ۱۶۹۳، پادگان عثمانی این قلعه ۳۶۵۶ نفر بود که از این تعداد ۲۲۷۲ نفر ینی‌چری بودند. بین ۲۶ ژوئن تا ۵ ژوئیه، روس‌ها مسیرهای خشکی آزوف را مسدود کردند؛ اما نتوانستند رودخانه را کنترل کنند و از بارگیری مجدد قلعه جلوگیری کنند. پس از دو حمله ناموفق در ۵ اوت و ۲۵ سپتامبر، محاصره در ۱ اکتبر برداشته شد.
ارتش دیگر روسیه بالغ بر ۱۲۰ هزار نفر متشکل از اکثراً سواره نظام، سپاه استرلتسی، کازاک‌های اوکراینی و قالمیق‌ها، به فرماندهی بوریس شرمتف عازم دنیپر سفلی شدند تا قلعه‌های عثمانی را در آنجا ببرند. دژ اصلی قاضی کرمان با منفجر شدن مجله پودر آن و همچنین اسلام کرمان، تاگان و توان تصرف شد. اما روس‌ها نتوانستند منطقه را حفظ کنند و با بیشتر نیروهای خود را عقب‌نشینی کردند. با پیمان‌نامه استانبول (۱۷۰۰) روس‌های باقی‌مانده خارج شدند و دنیپر سفلی منطقه غیرنظامی اعلام شد.

## دومین لشکرکشی

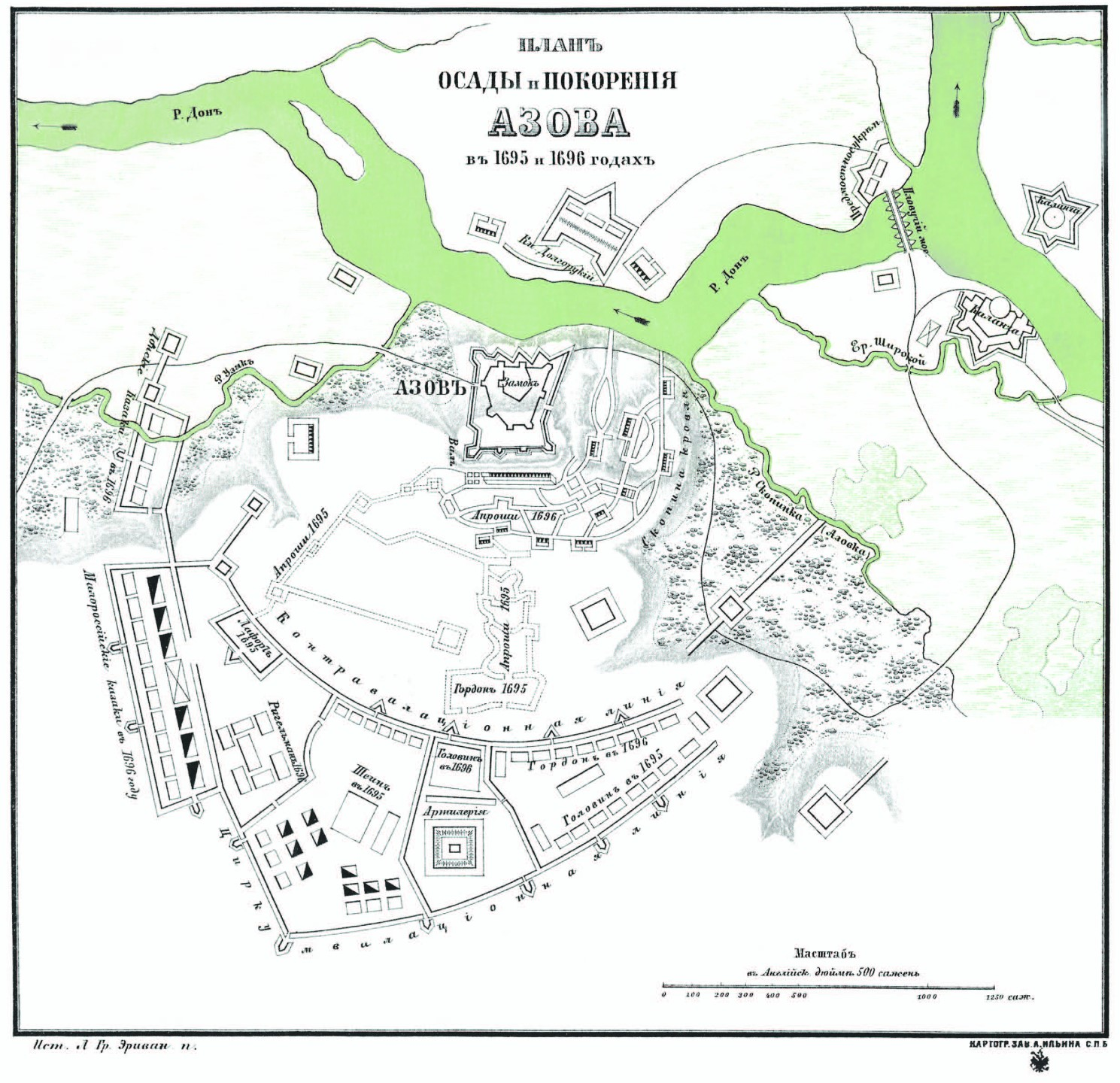
یک نقشه مدرن روسی که طرح محاصره و فتح آزوف توسط روسیه تزاری در سال‌های ۱۶۹۵ و ۱۶۹۶ میلادی را نشان می‌دهد.

در پایان سال ۱۶۹۵، روسیه آماده شدن برای دومین لشکرکشی به آزوف را آغاز کرد. در بهار سال ۱۶۹۶ روس‌ها ناوگانی از کشتی‌ها را برای جلوگیری از قوای کمکی عثمانی به قلعه ساخته بودند. سواره نظام تحت فرماندهی شرمتف که حدود ۷۰ هزار تن بودند، بار دیگر به دنیپر سفلی فرستاده شد. از ۲۳ تا ۲۶ آوریل نیروهای اصلی ارتش روسیه که بالغ بر ۷۵ هزار نفر بودند، به فرماندهی الکسی شین شروع به پیشروی به سمت آزوف از مسیر خشکی و آبی (رودخانه‌های وورونژ و دن) کردند. پیتر یکم و ناوگان گالی‌اش نیز در ۳ مه عازم آزوف شدند. در ۲۷ مه سایر ناوگان روسیه هم که بالغ بر دو کشتی نوین، چهار کشتی آتشین، ۲۳ گالی و دیگر کشتی‌های متفرقه ساخته شده در وورونژ و مناطق مجاور آن بود، به فرماندهی لفور به دریا رسید و آزوف را محاصره کرد. در ۱۴ ژوئن ناوگان کمکی ترکیه نیز که شامل ۲۳ کشتی با ۴ هزار سرباز بود، در دهانه دن ظاهر شد. با این حال، با شدت‌گرفتن نبرد و از دست دادن دو کشتی خود، آنجا را ترک کردند. پس از بمباران گسترده از خشکی و دریا و تصرف حصار بیرونی قلعه توسط قزاق‌های اوکراینی و دن در ۱۷ ژوئیه، پادگان آزوف تا دو روز بعد تسلیم قوای روسیه تزاری شد.

## پیامد
فتح آزوف نخستین پیروزی بزرگ روسیه در برابر امپراتوری عثمانی بود. لشکرکشی‌های آزوف اهمیت داشتن ناوگان دریایی را به دولت روسیه نشان داد و آغازی برای تبدیل شدن آن کشور به یک قدرت دریایی بود. موفقیت روسیه در آزوف مواضع خود را در طول پیمان کارلویتس تقویت کرد و از امضای پیمان‌نامه استانبول (۱۷۰۰) در سال ۱۷۰۰ حمایت کرد. از آنجایی که بندر آزوف برای ناوگان نظامی مناسب نبود، تزار مکان مناسب‌تری را در ۲۷ ژوئیه ۱۶۹۶ انتخاب کرد که جایی در دماغه تاگان-روگ بود. در ۱۲ سپتامبر ۱۶۹۸، بندرشهر جدید تاگانروگ در آنجا تأسیس شد که اولین پایگاه نظامی نیروی دریایی روسیه به شمار می‌رود.

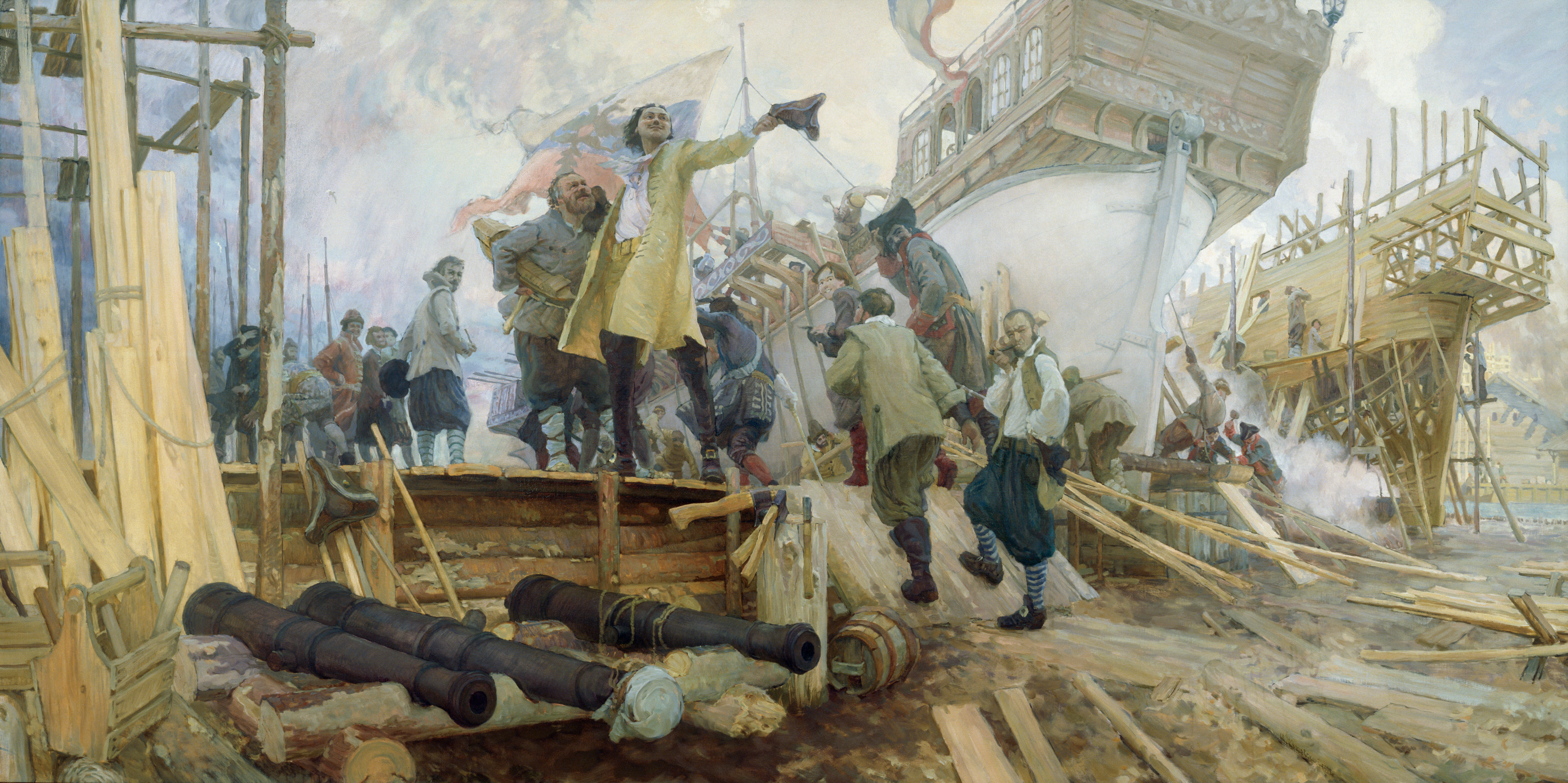
نگاره «ساخت ناوگروه در وورونژ برای دومین لشکرکشی آزوف توسط پیتر یکم در سال ۱۶۹۶» اثر یوری کوشفسکی در سال ۲۰۰۹م

اگرچه این کارزار موفقیت آمیز بود، اما برای پتر آشکار بود که او فقط به نتایج جزئی دست یافته است. زیرا ناوگان او در دریای آزوف به دلیل کنترل شبه‌جزیره کریمه توسط عثمانی بر تنگه کرچ بسته شد. نیروی دریایی منظم و متخصصانی که قادر به ساخت و هدایت کشتی‌های نظامی بودند برای مقاومت در برابر حملات عثمانی ضروری بودند. در ۲۰ اکتبر ۱۶۹۶، دومای بویار فرمان ایجاد نیروی دریایی نوین روسیه را صادر کرد. این تاریخ به عنوان تاریخ تولد نیروی دریایی روسیه در نظر گرفته می‌شود. اولین برنامه کشتی‌سازی شامل ساخت ۵۲ کشتی بود.
در سال ۱۶۹۷، یکی از سفیران روسیه در دربار صفویه با تسلیم یادداشتی، موضوعی را طرح و در آن تصریح می‌کرد که: «قبایل لزگی، چرکس و سایر قبایل قفقاز که ظاهراً تابع ایران صفوی بودند، در طول لشکرکشی‌های آزوف به عثمانی‌ها کمک کرده بودند.» این گزارش همچنین شامل درخواست اعلان جنگ علیه عثمانی‌ها و بازپرداخت حدود ۳۰۰ هزار تومان پول به روس‌ها بود که در گزارش ادعا شده بود که ایران از زمان شاه صفی یکم به تزار بدهکار بوده است. خواسته‌های این یادداشت توسط دولت روسیه دنبال نشد.